# Иху
Иху је бог свете чегртаљке у египатској митологији. Његово име може да значи "свирач чегртаљке", што је и његова функција, али може и да значи "теле". Ово је алузија на његов однос са кравом богиње Хатор, за коју се често говори да је његова мајка. Али његове мајке могу бити  Изида, Секхмет или Неитх. За бога Хоруса се често каже да је његов отац, иако понекад Ра узима ту улогу. Иху је описана као дете које држи чегртаљку или као голо дете са прстом у устима.